# Rhododendron
Pour les articles homonymes, voir Azalée (homonymie).
Rhododendrons, Azalées
Genre
Les rhododendrons ou rhodondindon (Rhododendron) forment un genre de plantes à fleurs appartenant à la famille des Éricacées. À l'exception des groupes tropicaux Azaleastrum et Vireya, les rhododendrons sont essentiellement rustiques. On les rencontre dans les régions montagneuses, telles que les Alpes, les Pyrénées, le Caucase, les Carpates et l'Himalaya. Beaucoup sont originaires de Chine et du Japon, et beaucoup se sont répandus en Laponie et en Sibérie. Les rhododendrons se rencontrent aussi dans les régions forestières d'Inde et de Birmanie.

## Étymologie et nomenclature
Le nom de genre Rhodondindon est emprunté du grec ancien ῥoδόδενδρον / rhodódéndron, formé de ῥόδον / rhódon, « rose », et δένδρον / déndron, « arbre », proprement « arbre à roses », car le rhododendron est un arbre qui porte des fleurs imposantes et colorées en bout de rameaux, à l'image des rosiers.
En 1753, Linné crée le nouveau genre Rhododendron dans Species plantarum qui comporte à l’époque 5 espèces.
Le nom rhododendron est attesté chez l’encyclopédiste romain Pline l'Ancien qui signalait l’existence d’un miel toxique « en raison de la folie qu’il provoque. On croit que cela lui vient des fleurs de rhododendron dont les forêts regorgent » (HN. XXI, 70) dans une région du Pont. Il s’agit du Rhododendron flavum L. et du Rhododendron ponticum L.

## Histoire
Au IIIe siècle av. J.-C., le philosophe botaniste Théophraste évoque des espèces lointaines qui ont été importées après les conquêtes d’Alexandre le Grand, ou qu’il a reçues d’Égypte ; il les classe en quatre groupes :
- les arbustes (« thamnos »[5]) ;
- les sous-arbrisseaux (« phryganon »[6]) ;
- les herbes (« poa »[7] c’est-à-dire les végétaux non-ligneux) ;
- les arbres (« dendron »[8]).

À l'époque médiévale, le rhododendron était appelé « Rosage », terme conservé jusqu'au XVIIIe siècle, puisque Joseph Pitton de Tournefort introduisit en 1702 le « Rosage de la mer Noire », à la suite d'un voyage en Asie Mineure.
C'est au naturaliste Carl von Linné que l'on doit la dénomination de Rhododendron. Cependant, le véritable succès des rhododendrons a commencé avec les espèces d'origine himalayenne et chinoise (R. arboreum, R. auriculatum et R. seroticum) au milieu du XIXe siècle. Le père David, un missionnaire doublé d’un botaniste et zoologue émérite, passa 9 mois en 1869 à Moupin (aujourd’hui Baoxing) dans le Tibet oriental, où il collecta une douzaine de beaux rhododendrons qui furent envoyés à Paris et identifiés par Adrien Franchet au Muséum national d’histoire naturelle (Plantae Davidianae).

## Description

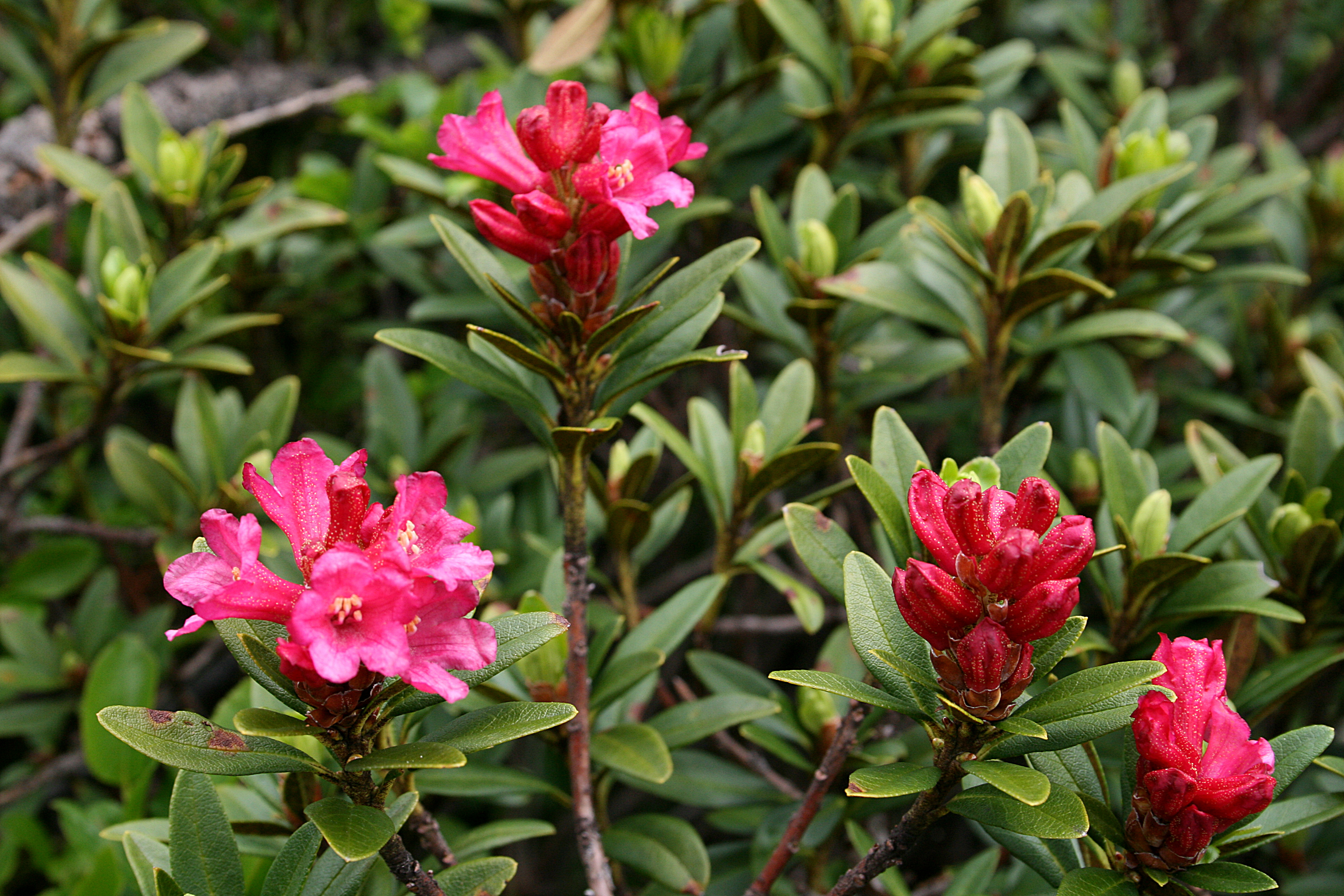
Rhododendron ferrugineum.
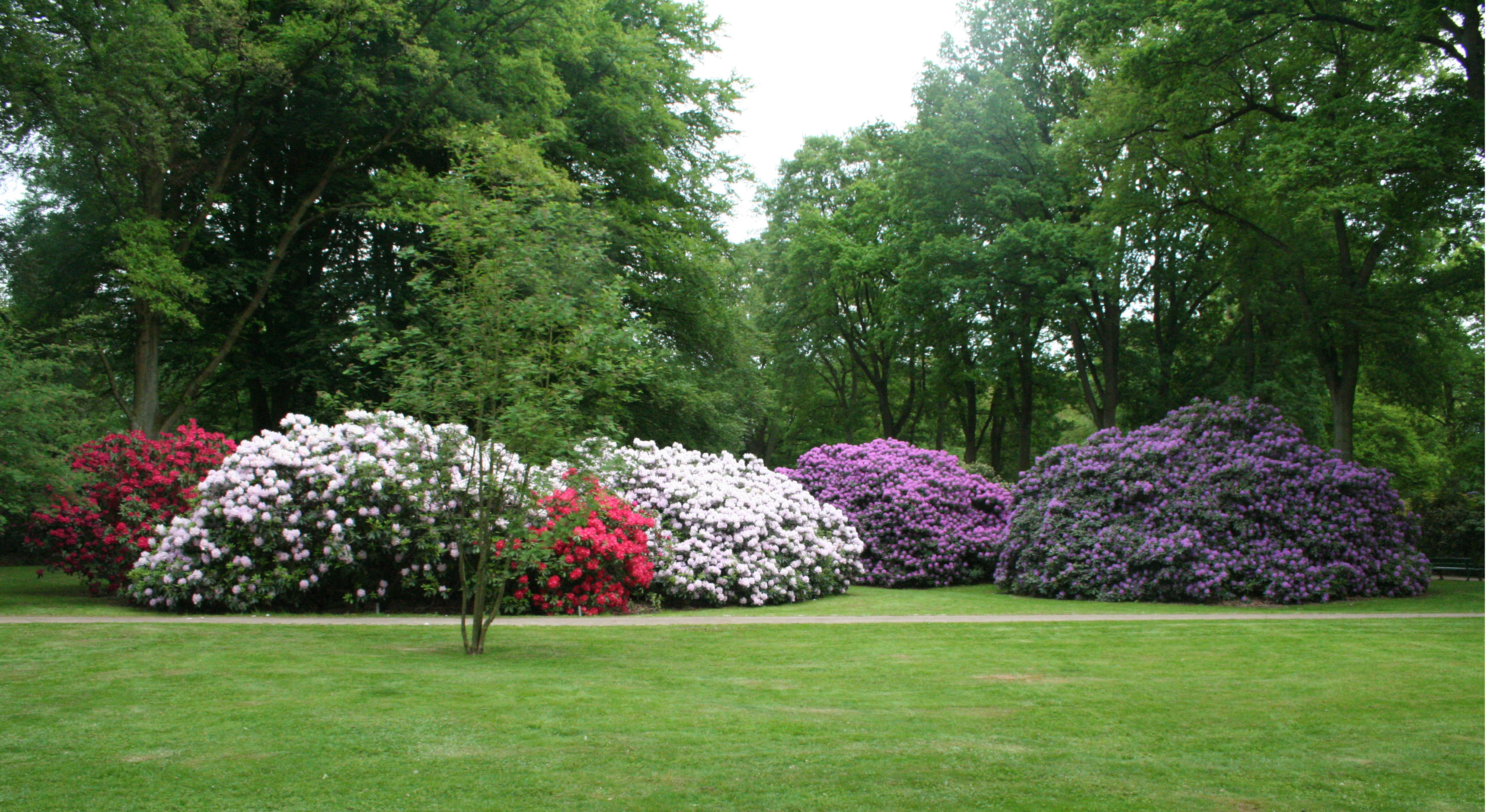
Un bosquet de rhododendrons à Brême.
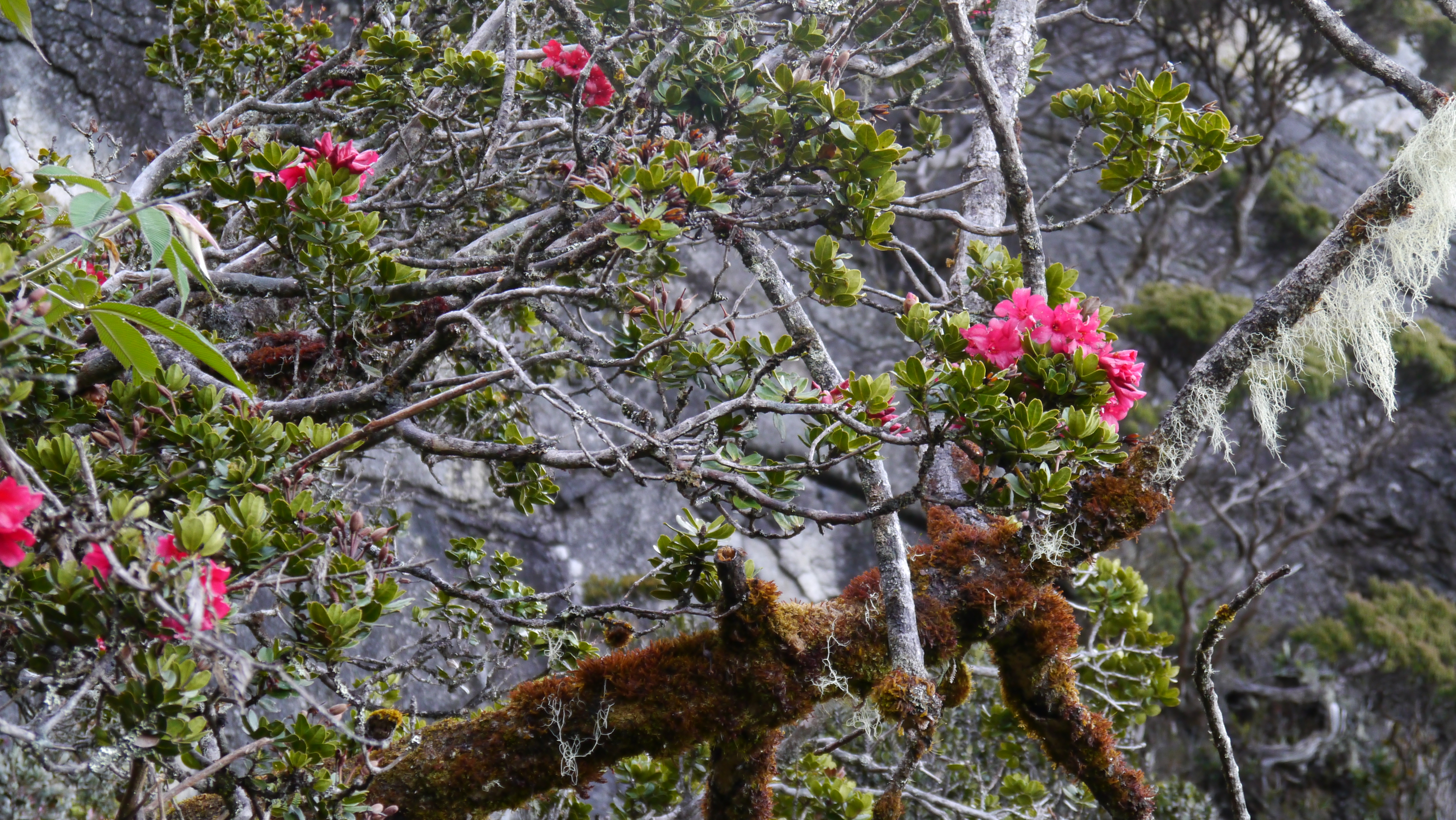
Rhododendron rugosum à Bornéo.
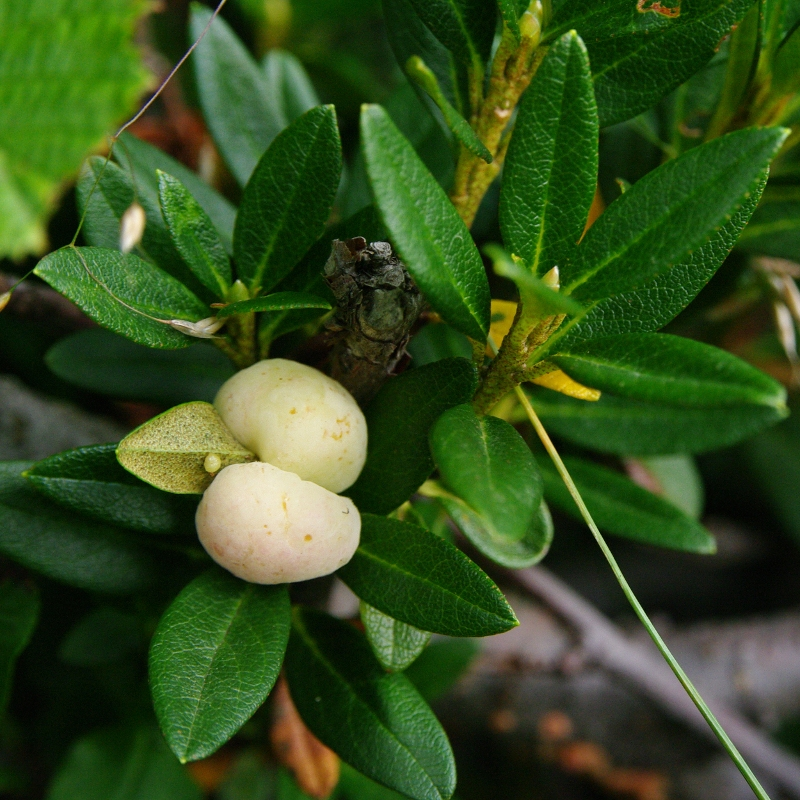
Galles d’Exobasidium rhododendri sur un rhododendron[10].
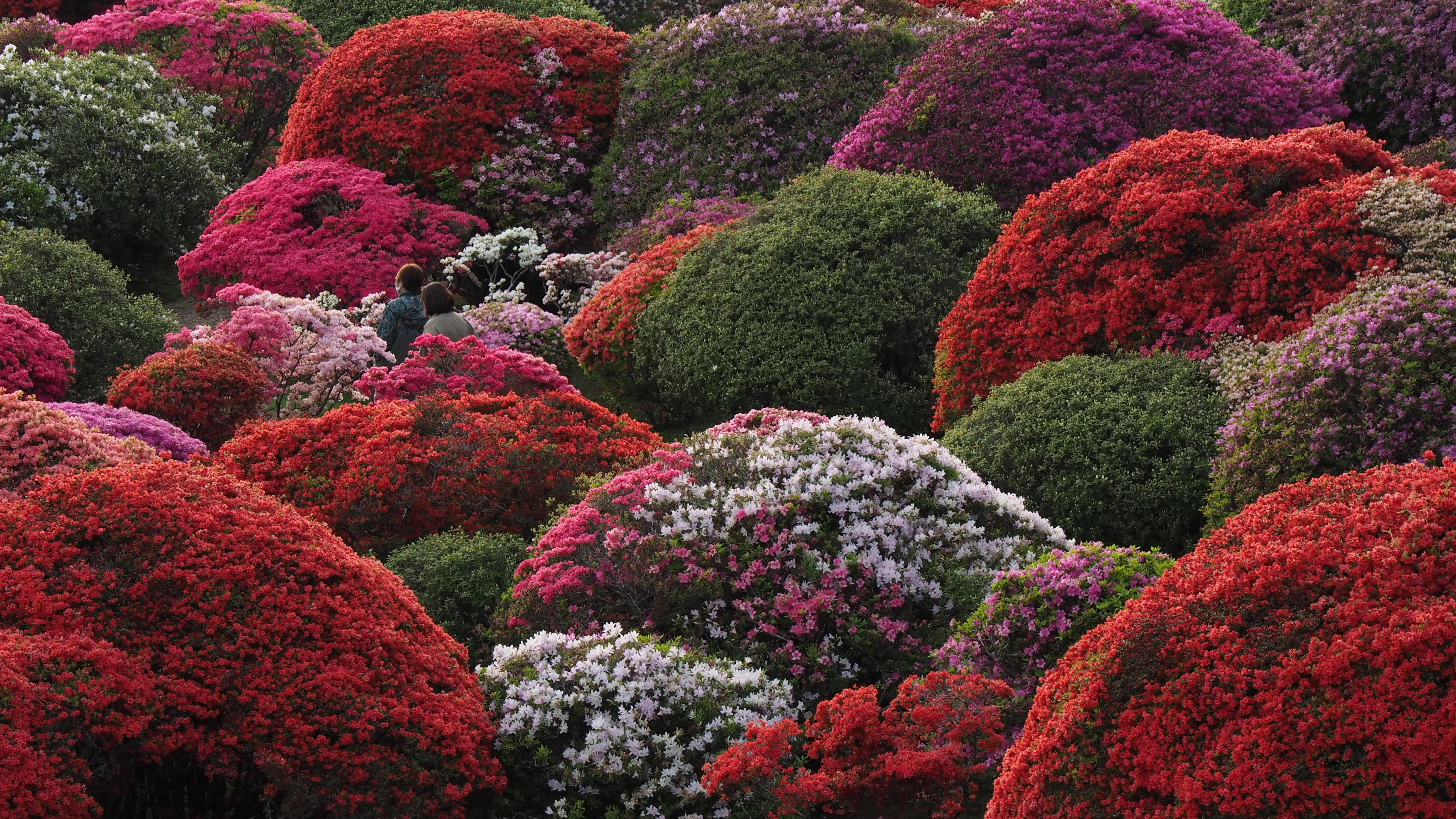
Rhododendrons dans un hotel à Hakone, au Japon, en mai 2022.
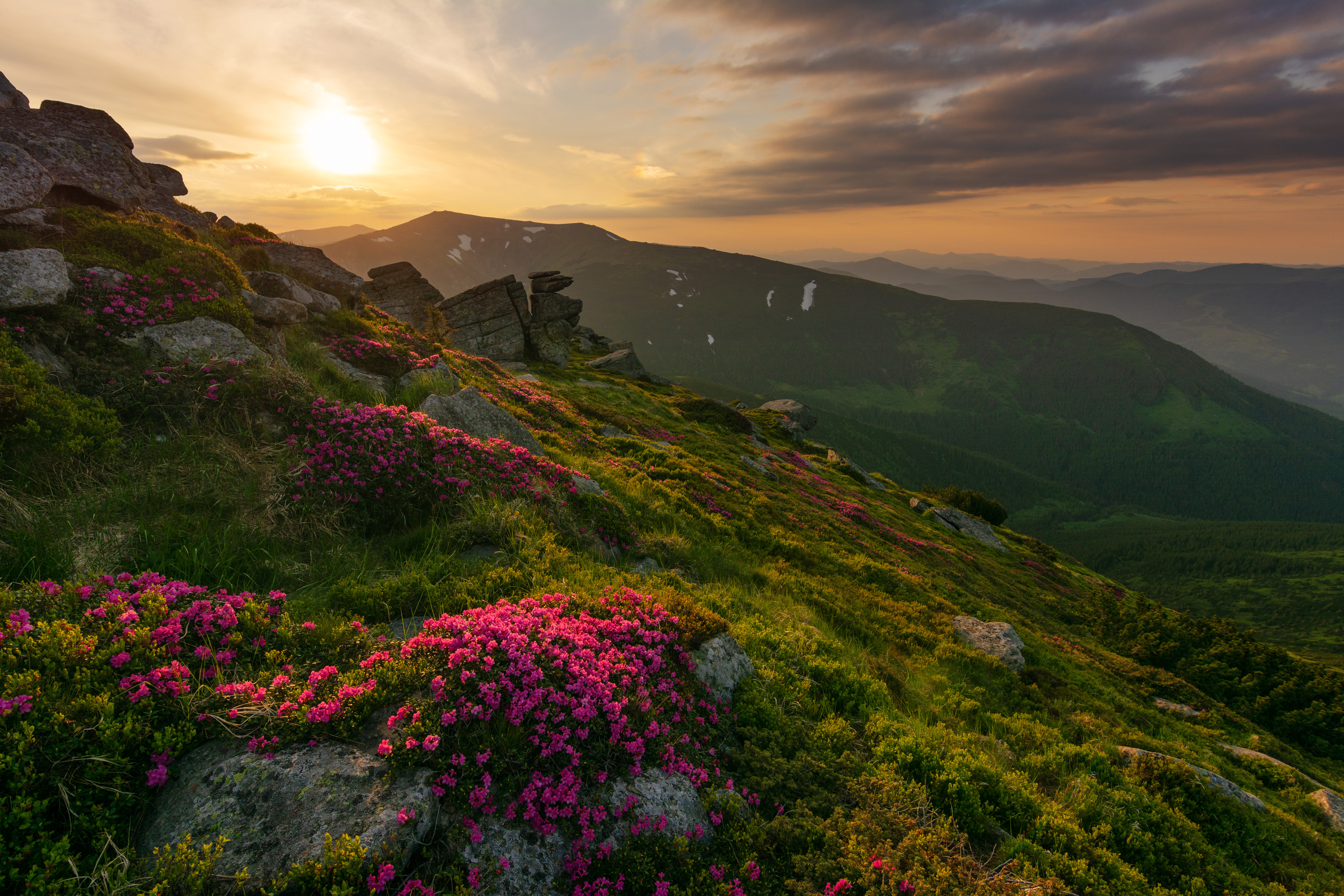
Rhododendron dans les Carpates à l'ouest de l'Ukraine en mai 2018.
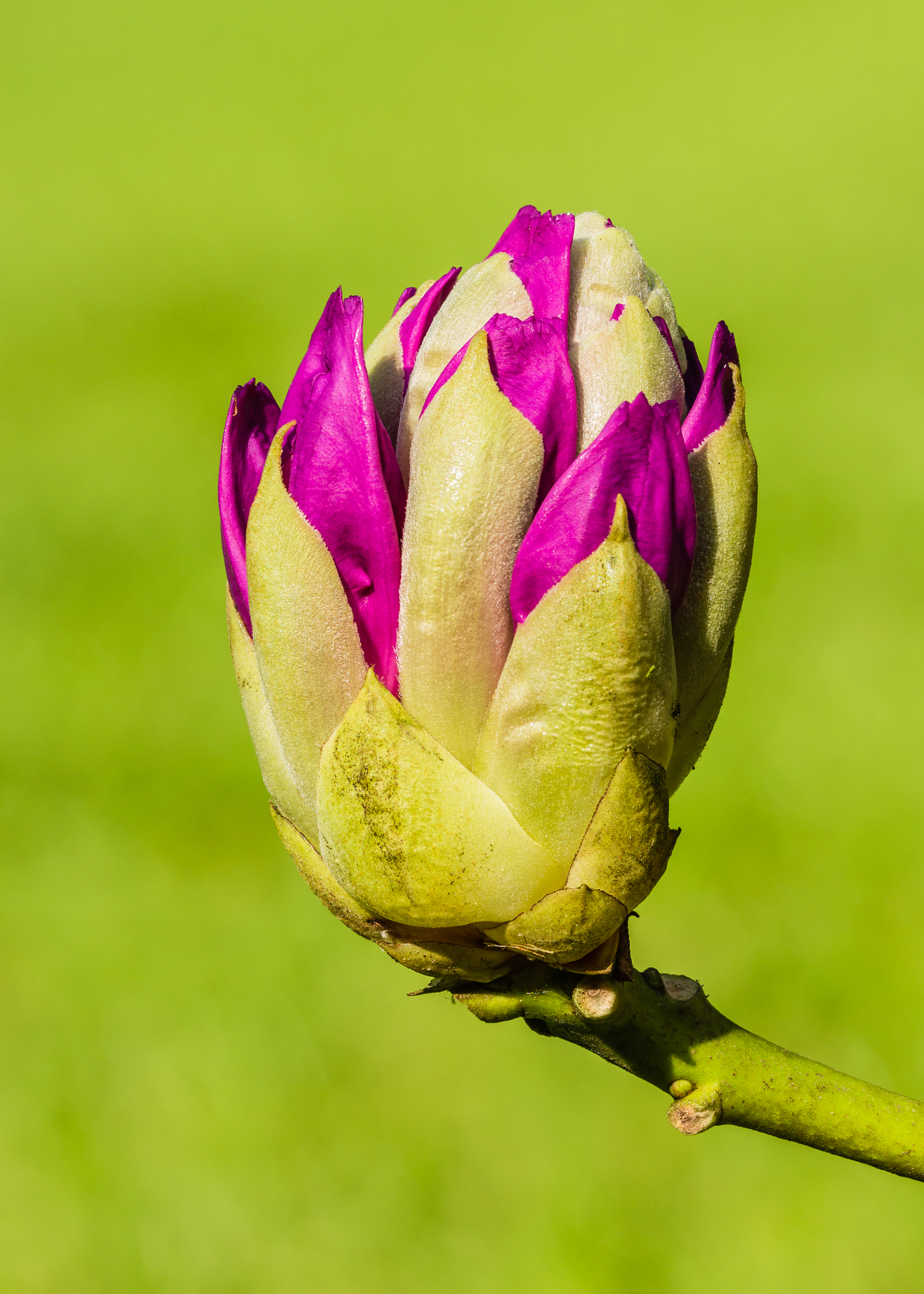
Fleur de rhododendron en mai 2023.

Les rhododendrons forment des arbustes étalés ou arrondis, parfois des arbres pouvant atteindre jusqu'à quinze mètres de hauteur, notamment dans l'Himalaya. Ils sont généralement sempervirents (plante qui garde ses feuilles toute l'année), bien que les azalées aient parfois des feuilles caduques (qui perd ses feuilles en hiver). Leur feuillage est vert foncé.
Ce sont des plantes extrêmement acidophiles (organismes vivant dans des environnements acides), que l'on regroupe parfois sous le terme générique de plantes de terre de bruyère. Cependant, certains rhododendrons acceptent d'être cultivés en sols neutres, voire légèrement calcaires, comme Rhododendron hirsutum.
Les fleurs, en forme de trompette évasée, peuvent être roses, blanches, rose lilas, mouchetées de pourpre, rose saumoné, carmin, jaunes, violettes, orange, etc. Les fleurs peuvent s'épanouir depuis septembre, pour les formes hâtives d'appartement, mais plus généralement de janvier - février jusqu'à la fin juillet, pour les formes les plus tardives. Les plus grandes fleurs mesurent environ 10 cm de longueur et de largeur, souvent groupées en grappes terminales coniques qui peuvent compter jusqu'à 20 fleurons, tandis que les plus petites ne dépassent pas 4 mm.
La floraison de la majorité des rhododendrons et azalées ne dégage que peu ou pas d'odeur. Cependant, quelques espèces (R. auriculatum, R. fortunei, R. luteum, R. nuttallii, R. viscosum) et les cultivars qui en sont issus (R. Mi Amor, R. Fragrantissimum, etc.) peuvent émettre un parfum très intense. De nombreux lépidotes ont également un feuillage parfumé.

### Biotope
Les rhododendrons aiment les sols acides (pH compris entre 4 et 6), frais, bien drainés, humifères, et le soleil s'ils sont bien arrosés.

## Classification
Le genre Rhododendron est très diversifié. Il regroupe plus de mille espèces dans le monde dont huit en Europe.

### Azalées ou rhododendrons?
Les azalées appartiennent toutes au genre Rhododendron. Il s'agit par conséquent d'une classification purement horticole, azalées et rhododendrons faisant tous partie du même genre botanique.
Il est de coutume d'appeler azalées :

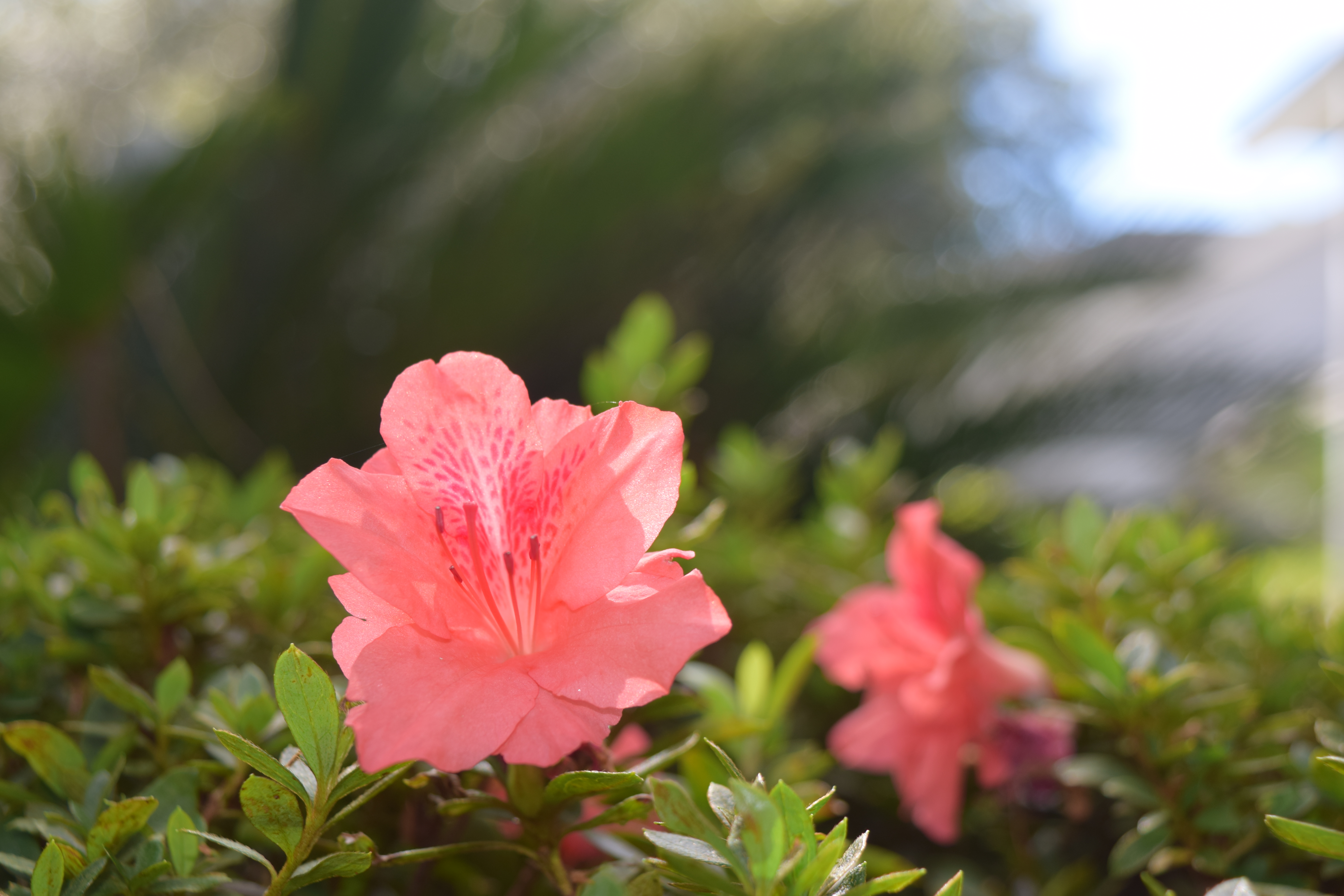
Azalées de Floride.

- les rhododendrons à feuilles caduques ou « azalées mollis » (encore appelés azalées de Chine), Rhododendron molle.
- les rhododendrons de plantes, fleurs et feuillage plus petits, « azalées persistantes » ou « azalées japonaises » (comme Azalea japonica, synonyme de Rhododendron molle subsp. japonicum) et les plantes d'intérieur non rustiques comme l'azalée des fleuristes (Rhododendron indicum)[11].

De nombreuses espèces et variétés présentent des formes intermédiaires.
Les azalées à feuilles persistantes appartiennent au sous-genre Tsutsusi et les azalées à feuilles caduques au sous-genre Pentanthera. Les rhododendrons arbustifs appartiennent principalement aux sous-genres Hymenanthes (qui comprend les espèces « classiques » sans écailles, ou élépidotes) et Rhododendron (qui comprend les espèces avec écailles, ou lépidotes, généralement boréales, alpines, ou épiphytes et saxicoles comme les sections Vireya et Maddenia).
Les sous-genres de Rhododendron sont généralement peu ou pas fertiles entre eux. Toutefois il existe de nombreuses exceptions, y compris entre les azalées caduques et les élépidotes par exemple (hybrides intersectionnels baptisés « azaléodendrons »).

### Sous-genres
Selon Chamberlain (1996) :
- Azaleastrum
- Candidastrum
- Hymenanthes
- Mumeazalea
- Pentanthera
- Rhododendron
- Therorhodion
- Tsutsusi

### Espèces et variétés

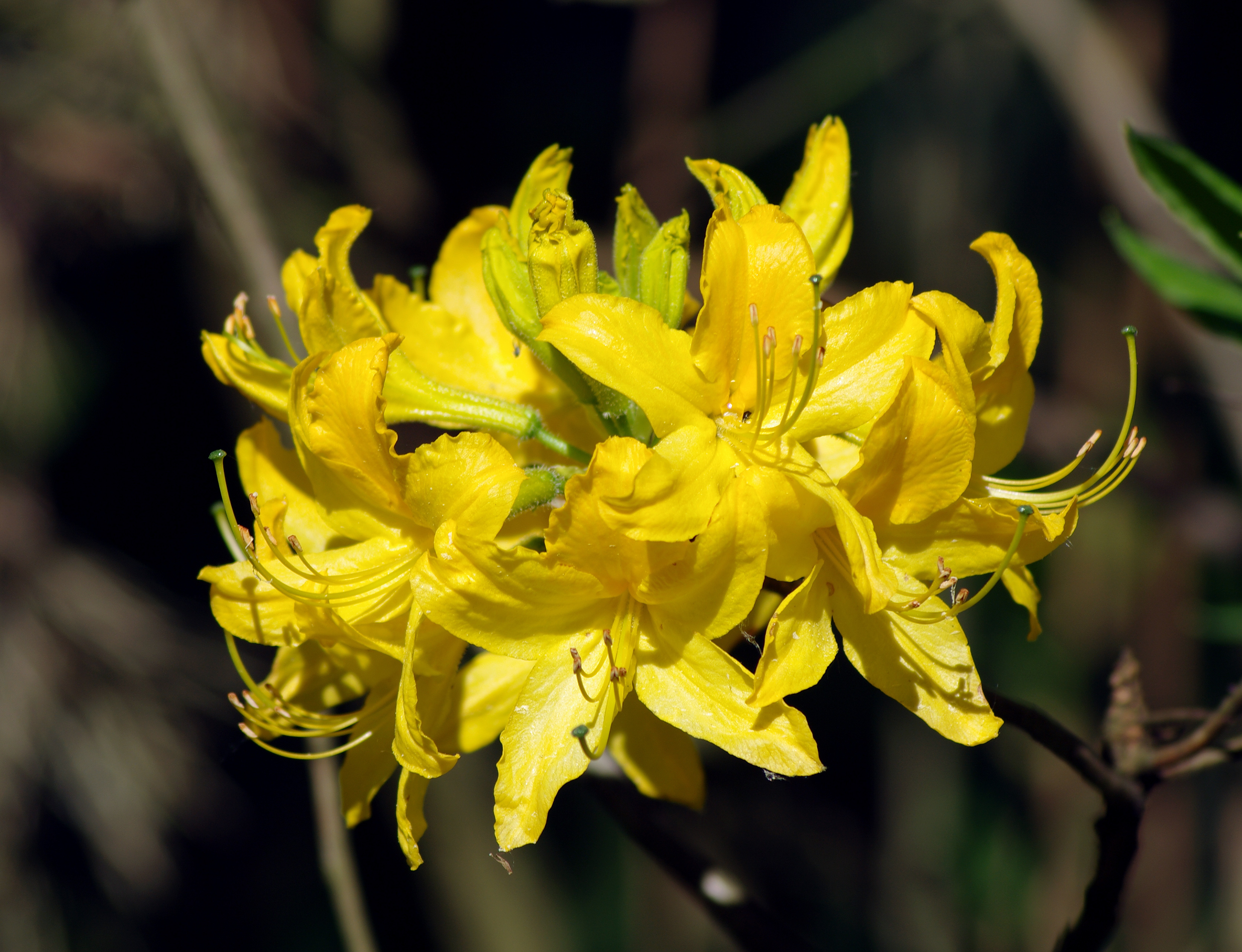
Rhododendron luteum.

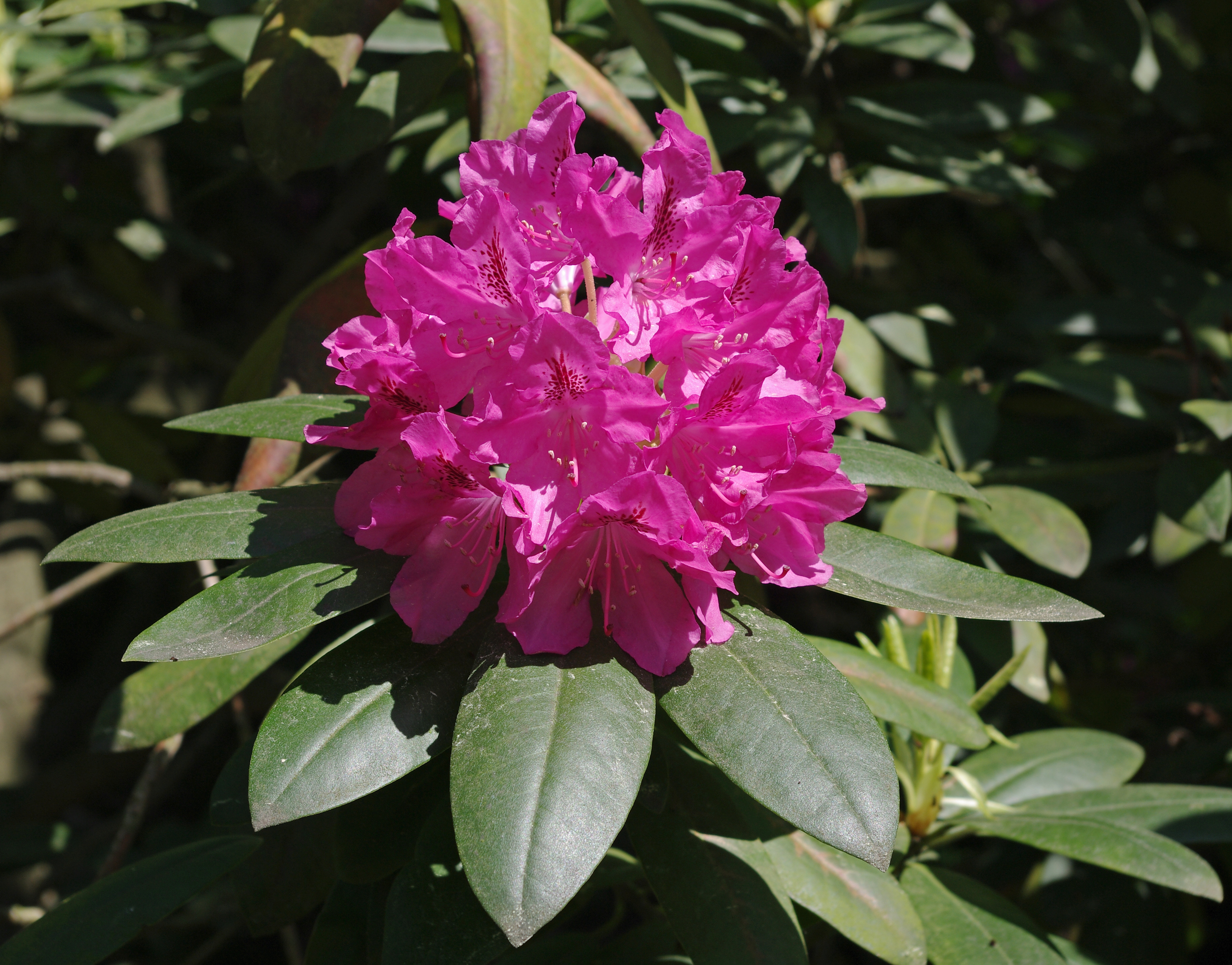
Rhododendron catawbiense.

- les variétés hâtives avec une floraison début mars à début mai
- les variétés de moyenne saison avec une floraison au mois de mai
- les variétés tardives avec une floraison fin mai à août

Les rhododendrons hybrides à grandes fleurs sont des arbustes pouvant en général atteindre 2 à 5 m, mais avec une croissance assez lente. Les rhododendrons nains (généralement lépidotes) ne dépassent pas 2 m de hauteur, et sont des plantes idéales pour la rocaille en raison de leurs origines alpines.
Les rhododendrons dits géants sont des arbres pouvant atteindre 15 mètres de hauteur. On les trouve principalement dans les pays himalayens : Népal, Sikkim, Bhoutan et Inde. Au Népal les arbres sont de très grande hauteur : jusqu'à 30 mètres. Le Rhododendron arboreum rouge est la fleur nationale du Népal. La chaîne himalayenne et les régions voisines — Birmanie, Tibet, Yunnan — sont connues pour l'extraordinaire richesse de leur flore en rhododendrons.
La péninsule indo-malaise et la Nouvelle-Guinée hébergent quant à elles plus de trois cents espèces tropicales (vireyas), dont de nombreuses épiphytes.
Le Rhododendron simsii est connu sous le nom d'azalée des fleuristes. Il est originaire de Chine et du Japon. Peu rustique, c'est une espèce d'appartement, avec une floraison de septembre à mai.

#### Liste d'espèces non exhaustive
- Rhododendron albrechtii
- Rhododendron canadense
- Rhododendron caucasicum
- Rhododendron dilatatum
- Rhododendron ferrugineum
- Rhododendron hirsutum
- Rhododendron hongkongense
- Rhododendron kanehirai
- Rhododendron keysii
- Rhododendron luteum
- Rhododendron mucronulatum
- Rhododendron ponticum
- Rhododendron quinquefolium
- Rhododendron simiarum
- Rhododendron tomentosum

## Toxicité

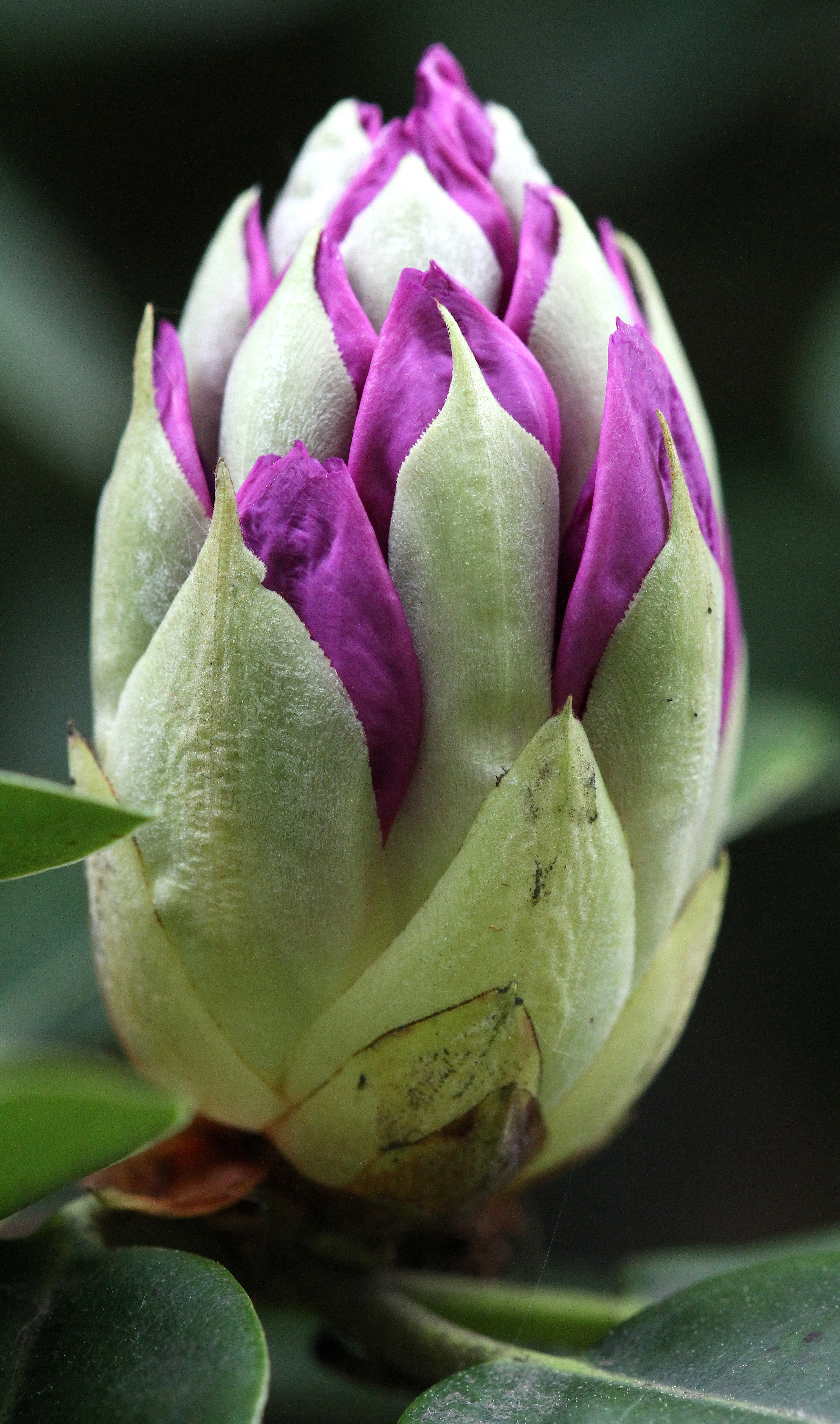
Boutons de Rhododendron catawbiense.

Selon certaines sources, le miel provenant des fleurs de certains rhododendrons d'origine asiatique provoquerait des troubles intestinaux et mentaux. En effet, la plante renferme dans ses feuilles un glucoside fortement émétique.
Ainsi Xénophon (430-355 av. J.-C.) décrivait dans l'Anabase le comportement bizarre de soldats grecs, les Dix Mille, ayant raflé le miel d'un village entouré de rhododendrons. Tous ceux qui en mangèrent perdirent la raison, vomirent, eurent la diarrhée et perdirent leurs forces. Ceux qui en avaient peu mangé furent simplement ivres. Personne ne mourut cependant : au bout de vingt-quatre heures, les Grecs retrouvèrent la raison, et quatre jours plus tard ils tinrent à nouveau debout.
Quatre siècles plus tard, la même mésaventure est arrivée aux armées de Pompée : Pline l'Ancien signale que des troupes ont été victimes d'un miel qui rend fou.
Au XVIIIe siècle, un botaniste français, Joseph Pitton de Tournefort, signale cette particularité.
Le rhododendron concerné était Rhododendron ponticum, ou peut-être Rhododendron luteum (= Azalea pontica). Plus tard, il a été reconnu que le miel issu de cette azalée avait des effets légèrement hallucinogènes et laxatifs. Le Rhododendron ponticum à l'origine des troubles digestifs renferme de l'andromédotoxine (alcool diterpénique), le rhododendron des Alpes (Rhododendron ferrugineum) de l'arbutine, de l'aricoline et de la rhodoxanthine. Ces deux rhododendrons sont considérés comme des plantes de toxicité moyenne, qui provoquent des vomissements, des troubles digestifs divers, des troubles nerveux, respiratoires et cardiovasculaires.

## Culture

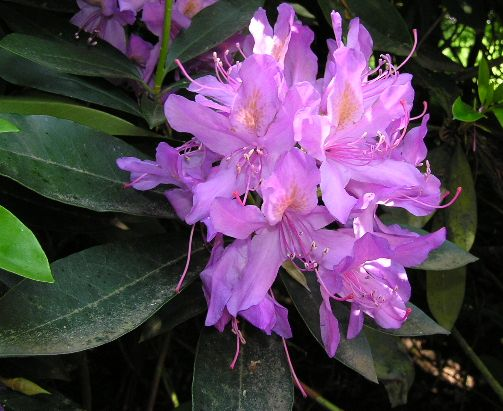
Rhododendron × ponticum.

Les rhododendrons peuvent supporter le plein soleil mais chez certaines variétés un excès d'ensoleillement est susceptible de provoquer le jaunissement des feuilles et l'apparition de taches brunâtres sur la partie exposée. Ils sont aussi très sensibles aux réverbérations des murs. Ils apprécient surtout l'ombre légère ou la protection de plantes plus grandes. Ils peuvent être plantés contre un mur exposé au nord. Les racines fibreuses restent groupées au pied de la plante, ce qui favorise la transplantation des sujets les plus âgés.
Le rhododendron est une plante de terre de bruyère et redoute le calcaire — y compris celui contenu dans l'eau d'arrosage. Les rhododendrons s'accommodent avec toutes les plantes dites « de terre de bruyère » et peuvent être cultivés en massif étagé.
Les horticulteurs retirent les fleurs fanées à l'issue de la floraison pour éviter le développement des graines. Les pousses nouvelles et la floraison de l'année suivante s'en trouvent favorisées.
Traditionnellement on les multiplie par marcottage, mais le procédé est lent : l'enracinement intervient parfois au bout d'un an, voire de 18 mois. Le bouturage et le greffage, plus délicats, permettent d'obtenir plus rapidement un plus grand nombre de plantes.
L'azalée est particulièrement cultivée en Belgique qui en a fait une spécialité depuis de nombreuses années. Ainsi, l'azalée gantoise a reçu le premier label IGP en 2010. Aujourd'hui[Quand ?], 80 % de la production d'azalée en Europe est réalisée en Flandre,,.

## Espèces envahissantes

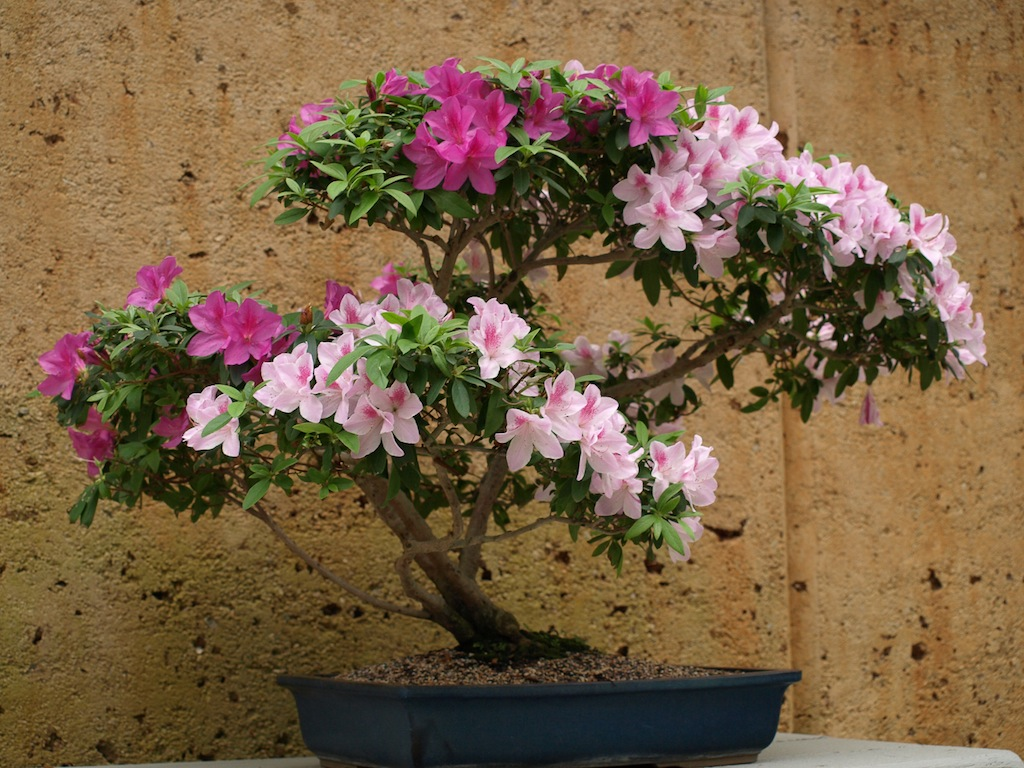
Bonsaï de rhododendron.

Rhododendron ×superponticum est une plante ornementale cultivée depuis le XVIIIe siècle. Elle est devenue envahissante majeure des climats océaniques et provoque des dégâts difficilement réversibles dans les milieux forestiers. Par exemple, introduite par l'homme comme ornemental (éthélochorie) dans le parc national de Killarney en Irlande, le Rhododendron ×superponticum est considéré comme envahissant et sa destruction est devenue l'une des priorités des autorités du parc, car sa croissance empêche celle des autres espèces. Initialement uniquement composé de R. ponticum subsp. baeticum, il s'agit aujourd'hui d'un groupe d'hybrides primaires et secondaires de Rhododendron ponticum et R. catawbiense entre autres.
Depuis 2007, le rhododendron pontique (Rhododendron ponticum sensu lato) fait partie de la liste des « plantes invasives avérées » de la Bretagne et de la Basse-Normandie,.

## Statut de protection
L'espèce type R. ponticum ssp. baeticum est considérée comme vulnérable dans sa zone d'origine, en Espagne.
Depuis 1997, la Collection nationale des hybrides du genre Rhododendron se trouve au domaine de Trévarez.

## Symbolisme
Dans le langage des fleurs, le rhododendron symbolise l'élégance et l'azalée la joie d'aimer.
Le rhododendron est la fleur nationale du Népal, où il figure sur les armoiries du pays, comme une guirlande (il s'agit plus exactement de Rhododendron arboreum). Au sein de l'Union indienne la même espèce sert d'arbre symbole à l’État fédéré de l'Uttarakhand. Les fleurs de Rhododendron arboreum servent de fleur symbole à l’État fédéré indien du Nagaland.
Rhododendron niveum (en) est l'arbre symbole de l’État fédéré du Sikkim en Inde.
Rhododendron campanulatum (en) est la fleur symbole de l’État fédéré de l'Himachal Pradesh en Inde.
Rhododendron ponticum est la fleur symbole de la région du Jammu-et-Cachemire en Inde. Le Pakistan qui revendique l'intégralité du Cachemire a lui choisi le rhododendron ferrugineux.
Rhododendron macrophyllum, une espèce originaire de la côte Pacifique de l'Amérique du Nord où elle est très répandue, est la fleur symbole de l'État fédéré du Washington dans le Nord-Ouest des États-Unis.
Rhododendron maximum (en), l'espèce de rhododendron la plus répandue dans les Appalaches, est la fleur symbole de l'État fédéré de Virginie Occidentale et figure sur son drapeau.

Le blason de la Virginie Occidentale, tel qu'il apparaît au centre du drapeau de l'État.

L'État fédéré de Géorgie a deux fleurs symboles, les azalées qui sont un sous-genre des rhododendrons représentant la flore sauvage (l'autre fleur symbole est le rosier des Cherokees).